# L'Accordéoniste (Picasso)
Pour les articles homonymes, voir L'Accordéoniste.
L'Accordéoniste est un tableau peint par Pablo Picasso en 1911 à Céret. Cette huile sur toile est le portrait cubiste d'un accordéoniste. Elle est conservée au musée Solomon-R.-Guggenheim, à New York.

## Expositions
- Le Cubisme, Centre national d'art et de culture Georges-Pompidou, Paris, 2018-2019.